# Karok (volk)
De Karok of Karuk zijn een Noord-Amerikaans indianenvolk en de inheemse bevolking van een streek in het uiterste noordwesten van de Amerikaanse staat Californië. Ze wonen al sinds mensenheugenis in dorpen langs de rivier Klamath. Traditionele activiteiten van de Karok omvatten jacht en eten verzamelen, visvangst, manden vlechten en ceremoniële dans. De Karok zijn overigens de enige stam in Californië die zelf tabaksplanten kweekten.
Het hoofdkwartier van de moderne stam, officieel erkend als de Karuk Tribe of California, is Happy Camp in Siskiyou County. Volgens de volkstelling van 2000 waren er zo'n 3300 Karok in de Verenigde Staten. 

## Taal
De traditionele taal van de stam, het Karok, telt nog maar weinig sprekers. De meeste stamleden spreken nu Engels.